# Regina (bosanskohercegovački rock-sastav)
Regina je bosanskohercegovački rock sastav osnovan 1990. u Sarajevu.
Godine 2009. predstavljali su Bosnu i Hercegovinu na Eurosongu 2009. u Moskvi s pjesmom Bistra voda. U finalu su osvojili 9. mjesto. 

## Diskografija
- 1990. – Regina
- 1991. – Ljubav nije za nas
- 1992. – Regina
- 1994. – Oteto od zaborava
- 1995. – Pogledaj u nebo – Regina made in Sarajevo
- 1995. – Godine lete
- 1997. – Ja nisam kao drugi
- 1999. – Kada zatvorim oči
- 2000. – Devedesete
- 2006. – Sve mogu ja
- 2009. – Vrijeme je
- 2011. – Kad poludimo
- 2015. – U srcu
- 2022. – Singlovi Krila andjela, Putujemo, Pozuda